# Total Annihilation: Kingdoms
Total Annihilation: Kingdoms est un jeu vidéo de stratégie temps réel se déroulant dans un univers médiéval-fantastique développé par Cavedog Entertainment et publié par GT Interactive en 1999.

## Système de jeu
Total Annihilation: Kingdoms est un jeu de stratégie en temps réel qui transpose le système de jeu de Total Annihilation, dans un univers médiéval-fantastique. Outre ce changement de thème, il se distingue de son prédécesseur par une plus grande différenciation entre les quatre factions du jeu. Chacune d’elles est ainsi associer à un élément et dispose d’une trentaine de bâtiments et d’unités spécifiques. Le peuple de Zhon représente ainsi l’élément aérien et est composé d’hommes-bêtes chassés des cités humaines. Ces derniers n’utilisent pas de bâtiments pour fabriquer de nouvelles unités. Ils peuvent par contre les recruter dans la nature, grâce à des maitres animaliers, et invoquer des créatures. Les hommes d’Aramon correspondent à la terre et utilise des troupes et des machines de guerre médiévales incluant des chevaliers et des balistes. Le peuple de Taros utilise le pouvoir du feu pour invoquer de terribles créatures incluant des démons, des liches, des sorcières ou des envouteurs. Enfin, le peuple de Veruna est celui de l’eau et s’appuie sur sa puissance maritime pour survivre, avec une flotte de guerre puissante et des défenses côtières redoutable.
Le joueur débute généralement une partie avec une unité spéciale, l’équivalent du commandeur de Total Annihilation, qui peut construire des bâtiments et dispose de pouvoir spécifiques suivant la faction choisie. La seule ressource du jeu est l’énergie magique qui est extraite de la terre par des tertres. Pour engranger celle-ci, le joueur doit construire des cristaux en leur centre. La quantité maximales d’énergie qu’il peut stocker dépend ensuite du nombre de tertres qu’il contrôle.

## Développement
En février 1998, soit cinq mois après la sortie de Total Annihilation, le chef de projet et concepteur du jeu Chris Taylor quitte Cavedog Entertainment pour créer son propre studio de développement, Gas Powered Games. Ce départ surprend l’équipe de développement qui se retrouve, du jour au lendemain, sans chef et sans objectif pour la suite. Dans ce contexte, le directeur artistique du studio Clayton Kauzlaric propose alors à Ron Gilbert de développer un dérivé de Total Annihilation plutôt qu’une suite directe de ce dernier. Son idée est en effet de créer un jeu de stratégie en temps réel avec un thème médiéval-fantastique, tout en conservant les aspects qui ont fait le succès de leur premier jeu, ce qui permettrait à l’équipe de sortir un peu du thème des robots et de la science-fiction tout en leur donnant l’opportunité de créer de nouvelles factions, créatures et terrains. Bien que l’idée de Ron Gilbert soit initialement de lancer le développement d’une véritable suite, il apprécie tellement cette idée qu’il donne immédiatement son feu vert. Ce nouveau jeu est alors baptisé Total Annihilation: Kingdoms et Clayton Kauzlaric est chargé d’en superviser la conception et le développement.
C’est ainsi Clayton Kauzlaric qui imagine le monde du jeu (Darien), son histoire et ses principaux personnages et qui définit les aspects de Total Annihilation à retravailler. Il participe également à la création du scénario de la campagne solo du jeu avec Brian Brown, son principal programmeur, et Ron Gilbert. Il crée enfin les premières ébauches des séquences de constructions des différentes factions avec l’aide de Ron Gilbert et de Kellyn Beeck, le producteur du jeu. Si Total Annihilation: Kingdoms reprend de nombreux éléments de son prédécesseur, les développeurs tentent également d’en corriger certains défauts. Compte tenu du manque de personnalité de Total Annihilation, ils décident ainsi de donner plus de profondeur à l’univers, au scénario et aux personnages de sa suite, mais aussi d’y intégrer des éléments de jeu de rôle. Pour le rendre moins intimidant pour les joueurs occasionnels et améliorer sa jouabilité, ils ajoutent également de nouvelles fonctionnalités à son interface graphique. Le développement de Total Annihilation présente des difficultés supplémentaires par rapport à celui de son prédécesseur. Créer, modéliser et animer des unités organiques se révèlent en effet plus délicat que des robots ou des chars d’assaut, avec un niveau de détail bien plus important. La longueur des scripts et le nombre d’animations pour chaque unité augmente ainsi largement et alors que la plupart des unités de Total Annihilation sont créés par seulement deux personnes, celles de sa suite nécessitent le travail d’une équipe de sept personnes. Ils rencontrent également plus de difficulté à équilibrer le jeu et ses quatre factions très différentes. Cette tâche est confié à Garrett Link et, pour l’aider, l’équipe développe de nouveaux outils et des éditeurs de scripts dédiés afin qu’il puisse régler les paramètres des différentes factions de manière globale et qu’il puisse facilement modifier les caractéristiques des unités.

## Extension
Le jeu bénéficie d'une extension, baptisée The Iron Plague, développé par Cavedog Entertainment et publié par GT Interactive en mars 2000, juste avant la fermeture du studio. La principale nouveauté de l'extension est l'apparition d'une nouvelle faction, les Créons, qui privilégie la technologie sur l'utilisation de la magie et dont les unités sont principalement mécaniques. L'extension propose également une nouvelle campagne dans laquelle Aramon et Veruna, après avoir vaincu leurs ennemis, doivent faire face à la nouvelle menace que représente les Créons. La campagne comprend vingt-cinq missions dans lesquels le joueur change régulièrement de camp. L'extension inclut enfin de nouvelles cartes ainsi que les nouvelles unités publié sur Internet par Cavedog Entertainment depuis la sortie du jeu original.

## Accueil

### Total Annihilation: Kingdoms
| Total Annihilation: Kingdoms |      |        |
| Média                        | Pays | Notes  |
| Computer Gaming World        | US   | 4/5    |
| Cyber Stratège               | FR   | 4/5    |
| GameSpot                     | US   | 66 %   |
| IGN                          | US   | 69 %   |
| Jeuxvideo.com                | FR   | 17/20  |
| Gen4                         | FR   | 4/6    |
| Joystick                     | FR   | 75 %   |
| PC Zone                      | UK   | 94 %   |
| Compilations de notes        |      |        |
| Metacritic                   | US   | 74 %   |
| GameRankings                 | US   | 71,6 % |

Ce jeu vidéo, édité par Cavedog Entertainment en 1999 ne remporta pas le succès escompté par ses créateurs.

### The Iron Plague
| The Iron Plague       |      |       |
| Média                 | Pays | Notes |
| Computer Gaming World | US   | 3/5   |
| GameSpot              | US   | 74 %  |
| Gen4                  | FR   | 2/6   |
| Joystick              | FR   | 80 %  |